# Colin Hawke
Pour les articles homonymes, voir Hawke.
 Colin Hawke, né le 24 février 1953 à Temuka (Nouvelle-Zélande) est un arbitre international néo-zélandais de rugby à XV. 

## Carrière d'arbitre
Colin Hawke arbitre son premier match international le 27 octobre 1990 à l'occasion d'un match entre l'équipe d'Irlande et l'équipe d'Argentine.
Il officie lors de la Coupe du monde 1995 et 1999. Il arbitre un total de 24 matchs internationaux avant sa retraite en 2002.

## Palmarès d'arbitre
- 24 matchs internationaux.
- Participation à deux Coupes du monde